# Tomaspis pellucens
Tomaspis pellucens är en insektsart som först beskrevs av Carl Stål 1862.  Tomaspis pellucens ingår i släktet Tomaspis och familjen spottstritar. Inga underarter finns listade i Catalogue of Life.